# Jim Bouton (baseball)
Pour les articles homonymes, voir Jim Bouton.
James Alan Bouton, dit Jim Bouton, né le 8 mars 1939 à Newark (New Jersey) aux États-Unis et mort le 10 juillet 2019 à Great Barrington (Massachusetts), est un joueur américain de baseball évoluant en Ligue majeure de baseball entre 1962 et 1978. 
Sélectionné au match des étoiles en 1963, il est l'auteur de plusieurs livres, dont le fameux Ball Four (1970).

## Carrière
Après des études secondaires à la Bloom Township High School de Chicago Heights (Illinois), Jim Bouton suit des études supérieures à l'université de l'Ouest du Michigan où il porte les couleurs des Western Michigan Broncos de 1958 à 1959.  
Bouton est recruté comme agent libre amateur en 1959 par les Yankees de New York. Il passe trois saisons en Ligues mineures avant d'effectuer ses débuts en Ligue majeure le 22 avril 1962. Auteur d'une belle saison en 1963 avec 21 victoires pour 7 défaites et une moyenne de points mérités de 2,53, Bouton est sélectionné au match des étoiles.
Avec les Yankees, il participe à deux éditions des Séries mondiales, en 1963 et 1964. Les Yankees s'inclinent les deux fois malgré les deux victoires créditées à Bouton en 1964. 
Transféré chez les Pilots de Seattle le 21 octobre 1968, Bouton est échangé aux Astros de Houston le 24 août 1969 contre Roric Harrison et Dooley Womack. 
Assisté du journaliste Leonard Shecter, ami intime de Bouton, il rédige un ouvrage qui fait sensation en révélant au grand public des secrets de vestiaires : Ball Four. Sorti assez discrètement en juin 1970 avec un tirage initial de 5 000 exemplaires, le contenu de l'ouvrage provoque rapidement des réactions de la part des autorités du baseball. Ball Four se vend à plus cinq millions d'exemplaires et libère la parole des milieux sportifs, jusque-là habitués au silence.
Libéré de son contrat chez les Astros le 12 août 1970, il retrouve les terrains de Ligue majeure en 1978 avec les Braves d'Atlanta.
Entre 1970 et 1977, il est commentateur de match pour la radio et la télévision, et commence une carrière d'acteur en tenant notamment son propre rôle dans l'adaptation de Ball Four sous forme de série télévisée pour CBS (1976).

## Statistiques
En saison régulière
| Statistiques de lanceur |                |     |     |    |     |    |    |    |        |     |      |
| Saison                  | Équipe         | G   | GS  | CG | SHO | V  | D  | SV | IP     | SO  | ERA  |
| 1962                    | NY Yankees     | 36  | 16  | 3  | 1   | 7  | 7  | 2  | 133.0  | 71  | 3,99 |
| 1963                    | NY Yankees     | 40  | 30  | 12 | 6   | 21 | 7  | 1  | 249.1  | 148 | 2,53 |
| 1964                    | NY Yankees     | 38  | 37  | 11 | 4   | 18 | 13 | 0  | 271.1  | 125 | 3,02 |
| 1965                    | NY Yankees     | 30  | 25  | 2  | 0   | 4  | 15 | 0  | 151.1  | 97  | 4,82 |
| 1966                    | NY Yankees     | 24  | 19  | 3  | 0   | 3  | 8  | 1  | 120.1  | 65  | 2,69 |
| 1967                    | NY Yankees     | 17  | 7   | 0  | 0   | 1  | 0  | 0  | 44.1   | 31  | 4,67 |
| 1968                    | NY Yankees     | 12  | 3   | 1  | 0   | 1  | 1  | 0  | 44.0   | 24  | 3,68 |
| 1969                    | Seattle Pilots | 57  | 1   | 0  | 0   | 2  | 1  | 1  | 92.0   | 68  | 3,91 |
| 1969                    | Houston        | 16  | 1   | 1  | 0   | 0  | 2  | 1  | 30.2   | 32  | 4,11 |
| 1970                    | Houston        | 29  | 6   | 1  | 0   | 4  | 6  | 0  | 73.1   | 49  | 5,40 |
| 1978                    | Atlanta        | 5   | 5   | 1  | 0   | 1  | 3  | 0  | 29.0   | 10  | 4,97 |
| Totaux                  | Totaux         | 304 | 144 | 34 | 11  | 62 | 63 | 6  | 1238.2 | 720 | 3,57 |

En série mondiale
| Statistiques de lanceur |            |   |    |    |     |   |   |    |      |    |      |
| Saison                  | Équipe     | G | GS | CG | SHO | V | D | SV | IP   | SO | ERA  |
| 1963                    | NY Yankees | 1 | 1  | 0  | 0   | 0 | 1 | 0  | 7.0  | 4  | 1,29 |
| 1964                    | NY Yankees | 2 | 2  | 1  | 0   | 1 | 0 | 0  | 17.1 | 7  | 1,56 |
| Totaux                  | Totaux     | 3 | 3  | 1  | 0   | 1 | 1 | 0  | 24.1 | 11 | 1,48 |

Note: G = Matches joués ; GS = Matches comme lanceur partant ; CG = Matches complets ; SHO = Blanchissages ; 
V = Victoires ; D = Défaites ; SV = Sauvetages ; IP = Manches lancées ; SO = retraits sur des prises ; ERA = Moyenne de points mérités.